# Sticky Fingaz
Kirk Jones (Brooklyn, 3 de novembro de 1973), mais conhecido pelo seu nome artístico Sticky Fingaz, é um cantor de rap e hip hop e ator estadunidense.
Após a Prisão de Wesley Snipes, ator do filme (Blade O Caçador de Vampiros), Kirk Jones o substituiu no último filme (Blade A Nova Geração) que da inicio a série aonde Kirk Jones novamente aparece no lugar de Wesley Snipes que ainda estava preso.

## Discografia
- Blacktrash: The Autobiography of Kirk Jones (2001)
- Decade: "...but wait it gets worse" (2003)